# حوت حقيقي
البال أو الحوت الحقيقي (الاسم العلمي: Eubalaena) هو جنس من الثدييات يتبع الفصيلة البالينات من رتبة الحيتانيات. وهو جنس يضم ثلاثة أنواع من الحيتان الكبيرة: بالين الأطلسي (هو حوت نادر يساوي رأسه ربع طول جسمه تقريبًا) وبالين جنوب الأطلسي وبالين جنوب الهادي، التي تنتمي إلى فصيلة البالينات،
يمكن أن يبلغ حجمها إلى أكثر من 18 م (59 قدم) وأعلى طول سُجل لها وصل إلى حوالي 19.8 م (65 قدم). وتزن 100 طن.